# Controller (informatica)
In informatica, il controller è un dispositivo elettronico di un computer, dedicato a gestire e a far accedere al bus una o più unità periferiche; possiede una propria memoria interna e una serie di registri specializzati.
Esistono vari protocolli di comunicazione tra il controller e la periferica; alcuni non sono più utilizzati perché tecnologicamente superati; attualmente i più utilizzati sono l'EIDE, lo SCSI e il SATA. La comunicazione tra il sistema operativo e la periferica è mediata da una componente software chiamata driver.